# Fred Coe
Fred Coe, né le 23 décembre 1914 à Alligator, dans le Mississippi, et mort le 29 avril 1979 à Los Angeles, en Californie, est un pionnier de la télévision, aux États-Unis. Il a participé au passage réussi de la radio à la télévision de l'émission Lights Out, le 3 juillet 1946.

## Biographie
Il fait ses études dramatiques à la Yale Drama School (en).
Surnommé Pappy, il est le célèbre producteur de The Philco Television Playhouse de 1948 à 1955 et Playhouse 90 de 1957 à 1959. 
Il est enterré au Green River Cemetery (en) à Springs. Sa biographie, The Man in the Shadows: Fred Coe and the Golden Age of Television par Jon Krampner, a été publiée par Rutgers University Press en 1997. 
Beaucoup de ses productions sont archivées chez UCLA ou au Wisconsin Center for Film and Theater Research. Certaines ont été transférées sur support numérique.

## Télévision
Auteur de scénarios ou d'adaptations pour la télévision de 1946, (Laughter in Paris) à 1979 The Miracle Worker, il a écrit, adapté ou produit de nombreuses dramatiques télévisées, qui, au début, étaient en  direct et en noir et blanc : Orgueil et Préjugés (Pride and Prejudice) en 1949, mais sont surtout connus  Marty (en)  et The Trip to Bountiful (en) en 1953 pour The Philco Television Playhouse, Peter Pan  en mars 1955, septième épisode de la saison 1 pour Producers' Showcase (en), et Days of Wine and Roses (en) en octobre 1958 pour la saison 3 de Playhouse 90.

## Broadway
De 1953 à 1975 il a produit de nombreux spectacles, dont The Trip to Bountiful (en), pièce de Horton Foot, en 1953, le drame Two for the Seesaw en 1958, The Miracle Worker en 1959, qu'il a produit en noir et blanc pour la télévision, en 1962, (remake en couleurs en 1979), A Thousand Clowns comédie de Herb Garner, en 1962 qu'il a mis en scène et enregistré pour la télévision en 1965. Il a aussi assuré la mise en scène de Xmas in Las Vegas en 1965 et de Georgy, comédie musicale d'après l'œuvre de Tom Mankiewicz. 
Le spectacle qui a eu le plus de succès (374 représentations, et 7 premières) est Wait Until Dark, un drame mis en scène par Arthur Penn. Le dernier spectacle qu'il ait monté est In Praise of Love de Terence Rattigan, en 1974.

## Récompenses
Fred Coe a plusieurs fois été nommé aux Emmy Award, en 1967, 1976 et 1977.
Il a eu l'Emmy du meilleur producteur de série en direct en 1956 pour « Producers' Showcase » (1954)  et une récompense posthume en 1980 pour la version 1979 de The Miracle Worker.
Il a été nommé aux Oscars en 1966 pour Des clowns par milliers.